# Euler sejtése hatványok összegéről
Euler sejtése hatványok összegéről, amely a nagy Fermat-tétel egyféle általánosítása, 1769-től 1966-ig volt sejtés, amikor megcáfolták.
Euler a sejtést 1769-ben fogalmazta meg a következőképpen:
Ha n és k 1-nél nagyobb természetes számok, akkor ha léteznek az {\displaystyle x_{1},x_{2},....,x_{n},y} természetes számok úgy, hogy {\displaystyle x_{1}^{k}+x_{2}^{k}+....+x_{n}^{k}=y^{k}}, akkor {\displaystyle n\geq k,} azaz csak legalább {\displaystyle k} szám {\displaystyle k}-adik hatványának az összege lehet egy szám {\displaystyle k}-adik hatványa.
{\displaystyle n=2}-re kapjuk a nagy Fermat-tételt, amely sokáig szintén sejtés volt.
L. J. Lander és T. R. Parkin 1966-ban számítógéppel a következő ellenpéldát találták a sejtésre:
{\displaystyle 27^{5}+84^{5}+110^{5}+133^{5}=144^{5}}.
Ezzel bebizonyították, hogy általában nem igaz Euler sejtése. Eredményüket egy nyolcsoros cikkben közölték.
A sejtés {\displaystyle k=2} és {\displaystyle k=3} értékekre igaz, {\displaystyle k=4} és {\displaystyle k=5} értékekre nem igaz. Más értékre nem tudni, hogy igaz-e vagy sem.